# TODD (альбом)
«TODD» — одиннадцатый и последний студийный альбом российской рок-группы «Король и Шут», составленный из музыки зонг-оперы ужасов «TODD».
Изначально альбом вышел в двух актах с интервалом менее полугода — «TODD. Акт 1. Праздник крови» выпущен 8 декабря 2011 года, а «TODD. Акт 2. На краю» 24 мая 2012 года. После альбом издавался как двойной на компакт-дисках и виниловых пластинках.
В главной роли проекта выступил Михаил Горшенёв, который исполнил вокальные партии Суини Тодда, принял участие в записи партий толпы и хора, а также спел трагическую «Балладу о бедном цирюльнике» от лица рассказчика повествования.
Критик Алексей Мажаев отметил: «Группа фактически выпустила талантливый радиоспектакль в двух частях — со связным и интересным повествованием и большей частью удачными музыкальными иллюстрациями», а портал Проза.ру указал: «Два альбома, которые на самом деле — одно большое и цельное произведение».
Единственный официальный студийный альбом без участия второго вокалиста Андрея Князева и последний релиз группы, вышедшим при жизни её лидера и вокалиста Михаила Горшенёва.

## История создания
Алексей Мажаев весной 2011 года беседовал с Михаилом Горшеневым по поводу его затеи о мюзикле и отметил: «напарник Горшка Андрей Князев не захотел ждать даже полгода, необходимых для производства оперы. Он соберет сольный проект, а затем и вообще покинет „КиШ“». А по версии портала Проза.ру: «По словам Андрея Князева, именно желание Горшенева с головой удариться в постановку зонг-оперы послужило одной из причин ухода Андрея из группы. Мол, TODD  это история одного персонажа, Князь попросту не видел в ней места для себя...».
Песни для обеих частей альбома TODD группа начала готовить 23 апреля 2011 года. К записи второй части, пластинки «На краю», музыканты приступили 28 февраля 2012 года. Если основу первой части составили достаточно жесткие по звучанию треки, то альбом «На краю» задумывался как достаточно лиричный. Однако, как отметил Михаил Горшенёв, эта лирика психологическая и мрачная, а по звучанию альбом близок к творениям групп No Means No и Tequilajazzz. Также, в отличие от первой части TODDа, поменялся состав участников записи: вокальные партии судьи вместо Константина Кинчева исполнил Илья Чёрт, а Юлию Коган заменила Лена Тэ. По словам Михаила Горшенева, рокировки исполнителей были запланированы изначально: «Настроение у пластинок разное. Поэтому пусть и исполнители вокальных партий будут разными».
Единственной песней альбома, известной широко публике задолго до его выхода была «Христова невеста». Её демозапись появилась в интернете во время работы над первой частью пластинки. При записи окончательной версии песни использовалось наложение трёх партий двенадцатиструнной акустической гитары, исполненных в разной тональности, поэтому у слушателя может возникнуть впечатление, что музыка сыграна на клавесине.
При сведении материала не присутствовал Михаил Горшенёв. Звук окончательного варианта фонограммы показался ему слишком чистым. В процессе сведения были также убраны подпевки, которые Михаил делал высоким голосом. Бас-гитарист группы Сергей Захаров снимал на камеру процесс записи пластинки и выкладывал видео в соцсеть Вконтакте, поэтому участники официального сообщества группы могли наблюдать за работой музыкантов в студии.
Акт 2 был полностью записан, сведён и отмастерирован к 17 апреля 2012 года. Музыканты хотели, чтобы диск вышел до 28 апреля: в этот день группа давала большой сольный концерт во Дворце Спорта Лужники в Москве с программой «10 лет спустя», посвященной первым большим концертам группы в Москве. Однако выпускающий лейбл не успел издать диск к этому событию. Несмотря на это, на концерте 28 апреля широкой публике были впервые представлены композиции «Смерть на балу», «Выход судьи» и «Небесный суд» с ещё не выпущенного альбома. Как и на пластинке, песню «Смерть на балу» исполнил Александр Леонтьев, а для исполнения песен «Выход судьи» и «Небесный суд» был приглашён Илья Чёрт. 10 мая на сайте «Нашего Радио» появились 5 композиций с грядущего альбома: «Смерть на балу», «Выход судьи», «Христова невеста», «Священник больше ничего не скажет» и «На краю». Диск был официально выпущен 24 мая. В этот же день альбом стал доступен для прослушивания на сервисе «Яндекс.Музыка».

## Исполнение на концертах
Композиции Акта 2 «Смерть на балу», «Священник больше ничего не скажет» и «На краю» вошли в концертный DVD «На краю. Live», записанный в 2013 году. Также на концерте прозвучали песни «Неупокоенный», «Выход судьи» и «Небесный суд», но они не вошли в официальный трек-лист.
Помимо исполнения в рамках зонг-оперы TODD, композиции альбома, кроме «Почему ты жива?», «Христовой невесты» и «Смерти Ловетт» игрались на концертах группы «Король и Шут». Причём песню «Неупокоенный», в отличие от студийной версии, на концертах обычно исполнял Александр Леонтьев, а песня «Священник больше ничего не скажет» в концертном варианте была разложена на 2 вокальные партии и исполнялась совместно Михаилом Горшенёвым и Александром Леонтьевым. Для исполнения композиции «Маленький остров» на концерты группы приглашалась исполнительница роли Ловетт в TODDе Елена Резниченко. Для исполнения песен «Выход судьи» и «Небесный суд» на концерты приглашались Илья Чёрт (группа «Пилот»), исполнитель роли Судьи в TODDе Вячеслав Ковалёв, либо вокальные партии Судьи пел Александр Леонтьев. Для исполнения гитарных партий песен из обеих частей TODDа на концерты неоднократно приглашался Валерий Аркадин, участвовавший в студийной записи этих альбомов.

### Концертный тур
После выхода альбома «TODD» и рок-мюзикла TODD (ноябрь 2012 г.), группой «Король и Шут» был задуман масштабный концертный тур в поддержку альбомов и мюзикла. Но плотная работа над театральной постановкой TODD внесла свои коррективы. А в июле 2013 года умирает фронтмен группы Михаил Горшенёв, и идея тура осталась заброшенной.
К концертному туру вернулись лишь спустя 8 лет, к 10-летию выхода альбома. Реализацией тура занялась группа «Северный флот», сформированная из бывших музыкантов «Короля и Шута». Для тура создан тематический видеоряд, сопровождающий каждую композицию на мультимедийном экране. А на выступлениях звучит голос Михаила Горшенёва. В туре принимает участие Алексей Горшенёв, который активно помогал брату Михаилу в работе над альбомами, он также исполнит некоторые вокальные партии за него.

## Список композиций
Все тексты написаны Михаилом Бартеневым и Андреем Усачёвым. Также существует промо издание и версии альбомов без комментариев рассказчика.

### Акт 1. Праздник крови
Вся музыка написана Михаилом Горшенёвым, кроме отмеченных.
| №                   | Название                                | Второе название           | Длительность |
| ------------------- | --------------------------------------- | ------------------------- | ------------ |
| 1.                  | «Добрые люди (музыка Алексей Горшенёв)» | «Хор нищих»               | 5:16         |
| 2.                  | «Баллада о бедном цирюльнике»           | «Ария бродяги»            | 3:19         |
| 3.                  | «Каторжник»                             | «Ария Тодда»              | 3:22         |
| 4.                  | «Пирожки от Ловетт»                     | «Хор нищих и бродяг»      | 3:55         |
| 5.                  | «Праздник крови»                        | «Ария судьи»              | 3:00         |
| 6.                  | «Машина смерти»                         | «Ария Ловетт и мясника»   | 3:38         |
| 7.                  | «Смертный приговор»                     | «Ария Тодда и мясника»    | 3:32         |
| 8.                  | «Признание Ловетт»                      | «Ария Ловетт»             | 3:40         |
| 9.                  | «Первая кровь»                          | «Ария священника и Тодда» | 3:51         |
| 10.                 | «Новая пирожковая»                      | «Ария благородной толпы»  | 2:12         |
| 11.                 | «Счастье?»                              | «Ария Тодда»              | 3:25         |
| Общая длительность: | Общая длительность:                     | Общая длительность:       | 39:10        |

### Акт 2. На краю
| №   | Название                            | Музыка                                           | Второе название        | Длительность |
| --- | ----------------------------------- | ------------------------------------------------ | ---------------------- | ------------ |
| 1.  | «Смерть на балу»                    | Михаил Горшенёв                                  | «Ария солиста и Тодда» | 4:41         |
| 2.  | «Маленький остров»                  | Михаил Горшенёв                                  | «Ария Ловетт»          | 2:50         |
| 3.  | «Неупокоенный»                      | Михаил Горшенёв                                  | «Ария Тодда»           | 2:46         |
| 4.  | «Выход судьи»                       | Алексей Горшенёв                                 | «Ария судьи»           | 4:33         |
| 5.  | «Христова невеста»                  | Алексей Горшенёв                                 | «Дуэт Элизы и Тодда»   | 3:50         |
| 6.  | «Священник больше ничего не скажет» | Михаил Горшенёв                                  | «Ария Тодда»           | 4:23         |
| 7.  | «Небесный суд»                      | Алексей Горшенёв, Валерий Аркадин, Павел Сажинов | «Дуэт судьи и Тодда»   | 4:37         |
| 8.  | «Почему ты жива?»                   | Алексей Горшенёв                                 | «Ария Тодда»           | 3:03         |
| 9.  | «Смерть Ловетт»                     | Михаил Горшенёв                                  | «Ария Ловетт»          | 1:34         |
| 10. | «На краю»                           | Михаил Горшенёв                                  | «Последняя ария Тодда» | 4:05         |

## Сюжет
История первого Акта повествует о цирюльнике Суини Тодде, мастере своего дела, которого сослали на каторгу по ложному обвинению. А виновен был в том судья, положивший глаз на красавицу Бетти — жену Суини. Бетти, не вынеся случившегося с мужем и домогательств судьи, бросается в Темзу, а её и цирюльника дочь берет на воспитание священник. Через много лет, Тодд возвращается в Лондон, очерствевший и полный желания свершить месть над подлым судьей и всеми, кто ему помогал. Он поселяется у миссис Ловетт - единственной, узнавшей цирюльника, к тому же, влюбленной в него - и начинает готовить к осуществлению свой план.
Второй акт начинается с того, что Тодд проникает на бал-маскарад к судье в костюме смерти, убивает судью... Вот только это оказывается никакой не злейший враг Суини, а просто человек в костюме судьи. Казалось бы, все возвращается на круги своя — цирюльнику вновь нужно ждать удобного момента, чтобы нанести удар. Однако, теперь судья знает, что его хотят убить... К тому же, судья узнает о существовании Элизы - дочки Суини Тодда и его покойной жены Бетти, до которой домогался судья в свое время. Похоть так и не оставила старого развратника, и он хочет заполучить себе юную и прекрасную девушку. Об этом узнает священник, который воспитывал Элизу все это время и который вдохновил Тодда на его кровавые дела, убедив, что смерти заслуживают все в этом прогнившем городе. История достигает своего пика, можно быть уверенным только в одном - все закончится кровью. Но вот чьей?

## Отличия от сценической версии
- Отсутствуют следующие композиции: «По лезвию бритвы», «Мой Бог», «Порок», «Счастливый билет», «Добрые люди (повтор)», «Истинный крест», «Яд», «Грехи», «Последствия» и «Финал». Сюжет одних песен был переписан в качестве текста рассказчика, другие вырезаны полностью.
- Большинство песен, которые поются от лица хора, здесь исполняет сам Михаил Горшенёв. Некоторые композиции могли иметь отличия в тексте, реже — в мелодии.
- «Пирожки от Ловетт» идёт четвёртой в очереди, после «Баллады о бедном цирюльнике» и «Каторжнике». В сценической версии она идёт второй по счёту. Также, в отличие от оперы, Ловетт здесь не поёт.
- «Баллада о бедном цирюльнике» представлена как песня рассказчика для слушателей, а не как пересказ бродяг для Тодда. Также изменён тон песни с мрачного на весёлый.
- Не упоминается, что Священник узнал Тодда.
- Не упоминается о наличии каких-либо других работников в пирожковой. В сценической версии можно увидеть официанток, уборщиц и мясников. Однако подразумевается, что в их доме есть кошка: в моменте, когда Мясник поднимается к Тодду, слышно мяуканье.
- Первый акт заканчивается арией «Счастье?» и стихотворными строками, одинаковыми для арий «По лезвию бритвы», «Яд» и «Финал», второй акт начинается с пересказа сюжета «Счастливый билет» и арии «Смерть на балу». В сценической версией «Смерть на балу» была завершающей для первого акта.
- Второй акт начинается со слов мальчика, который продавал газеты и рассказывал новость о Судье. В сценической версии этого персонажа не было.
- Упоминается только один франт, выигравший билет.
- Ария «Смерть на балу» была продлена на ещё один припев и проигрыш, в версии оперы песня обрывается на словах Тодда «И я тебя с собою заберу на тот свет!»
- Ария «Неупокоенный» в театральной постановке является диалогом двух рассказчиков, а не словами Тодда, адресованными Ловетт
- Ария «Христова невеста» является дуэтом Элизы и Тодда, хотя Тодд отсутствует в данной сцене.
- Убран диалог Священника и Судьи о порочности монастырей.
- Ария «Священник больше ничего не скажет» полностью исполнена от лица Тодда, в сценической версии это был спор Тодда и Священника. Также нет упоминания сцены, где Элиза пошла искать отца.
- Рассказчик упоминает, что Элизу и Бетти зовут одинаково — Элизабет.
- Ловетт в финале появляется в свадебном платье, в опере она оставалась в своей обычной одежде.
- Сюжет заканчивается самоубийством Тодда в мясорубке и его арией «На краю». В сценической версии после этой арии появлялась девочка-смерть с арией «Последствия», затем следовал «Финал» во время которого актёры выходили на поклон.